# Zakład Przetwórstwa Owocowo-Warzywnego Kotlin
Zakład Przetwórstwa Owocowo-Warzywnego Kotlin – polskie przedsiębiorstwo zajmujące się przetwórstwem warzywno-owocowym w Kotlinie.

## Historia[2]

### Lata 1928–1945
Początki przedsiębiorstwa i marki Kotlin to okres międzywojenny. Właśnie wtedy z inicjatywy mieszkańców miasta, powstała Spółdzielnia Mleczarska, której celem było uniezależnienie się od pobliskich mleczarni, należących do niemieckich właścicieli.
W okresie II wojny światowej w spółdzielni Kotlin udało się rozpocząć produkcję marmolady i konfitur.
W marcu 1945 roku, nieliczna załoga uruchomiła produkcję przetworów owocowych i warzywnych. W tamtym czasie, przedsiębiorstwo nosiło nazwę: „Wytwórnia Marmolady, Przetworów Owocowych i Win w Kotlinie”.

### Lata powojenne do roku 1956
Po wojnie wytwórnia szybko się rozwijała. W 1948 roku przedsiębiorstwo zatrudniało już 112 osób. Produkowała rocznie do 780 ton przetworów owocowych i koncentratu pomidorowego. Rozszerzeniu uległ asortyment przetworów, dzięki stworzonej własnej bazie surowcowej. Od tego czasu, produkty wytwórni „Kotlin” wytwarzane były w oparciu o surowce pochodzące z pobliskich plantacji.

### Lata 1956–1965
W tym okresie w Kotlinie powstały nowe oddziały produkcyjne. Wielkim wydarzeniem, na skalę ogólnokrajową było uruchomienie najnowocześniejszego oddziału produkcji koncentratu pomidorowego, w oparciu o zmechanizowaną włoską linię „Manzini”. W 1961 roku pierwsze wyroby wytwórni „Kotlin” wysłano na eksport.

### Lata 1966–1976
Ten okres to czas znaczącej poprawy jakości oferowanych przetworów. W efekcie wytwórnia „Kotlin” otrzymała pięć Znaków Jakości dla wybranych produktów: ketchupu, szparagów, koncentratu i soku pomidorowego oraz kompotu agrestowego. Po 1970 roku wytwórnia poszerzyła swoją ofertę asortymentową o groszek konserwowy oraz konserwy warzywno-mięsne.

### Lata 1977–1990
W tym okresie następował dalszy rozwój zakładu. Szczególnie istotnym wydarzeniem było oddanie do użytku wewnętrznego firmowej oczyszczalni ścieków, co zaowocowało przyjęciem wytwórni „Kotlin” do „Klubu Dobrych Producentów”. Ponadto otwarto nową chłodnię oraz nowe linie produkcyjne koncentratu jabłkowego i pomidorowego.

### Lata 1991–2000
Początek lat dziewięćdziesiątych to dla firmy „Kotlin” czas dalszych przemian. Zmiana orientacji przedsiębiorstwa z produkcyjnej na rynkową, a także prywatyzacja w maju 1997 r. Zakładów Przemysłu Owocowo-Warzywnego „Kotlin”, które zmieniły nazwę na Kotlin Sp. z o.o., umocniła pozycję przedsiębiorstwa na polskim rynku. Wówczas zakład należał do norweskiego koncernu Orkla.

### Lata 2001–2016
W lipcu 2009 większościowy pakiet udziałów w Spółce Kotlin Sp. z o.o. nabyła Agros Nova Sp. z o.o. z siedzibą w Warszawie, stając się właścicielem Zakładu Produkcyjnego, receptur wszystkich produktów oraz znaków towarowych Kotlin.
W lutym 2011 roku Agros Nova Sp. z o.o. sprzedała zakład produkcyjny, którego nowymi właścicielami zostali Krzysztof oraz Piotr Grzegorczyk, prowadząc go pod firmą Zakład Przetwórstwa Owocowo Warzywnego Kotlin Sp. z o.o.
W 2015 r. Grupa Maspex Wadowice sfinalizowała transakcję zakupu wybranych aktywów spółki Agros Nova z dwoma zakładami w Łowiczu i Wąsoszu oraz marek: Łowicz, Krakus, Kotlin, Włocławek, Fruktus, Tarczyn, DrWitt.
W 2016 roku ZPOW Kotlin Sp. z o.o. zdecydował się na szerokie wprowadzenie marki Kotliński Specjał. W ramach działań rebrandingowych ZPOW Kotlin Sp. z o.o. przeprowadził badania rynkowe, opracował strategię dla marki, wprowadził nowe logo, zmieniono również wszystkie opakowania i zaplanowano nowe działania komunikacyjne.

## Produkty[9][10][11]
- Ketchup łagodny
- Ketchup pikantny
- Ketchup super ostry
- Ketchup Intenso
- Ketchup z kawałkami warzyw
- Koncentrat pomidorowy 30%
- Warzywa w puszkach – ciecierzyca, kukurydza, groszek konserwowy, fasola czerwona, fasola biała
- Groszek konserwowy
- Fasola
- Fasola czerwona
- Ogórki i warzywa w słojach

## Wyróżnienia
W 2011 roku ketchupy Kotlin Amerykański oraz Kotlin Polski o smaku pomidorów malinowych zostały uhonorowane tytułem „Produkt Roku – Innowacja 2011. Wybór Konsumentów”. Ponadto firma Agros Nova Sp. z o.o. w 2010 roku za ketchupy Kotlin zdobyła nagrodę „Dobry Produkt 2010” w kategorii ketchupy.